# Psalterium alias Laudatorium

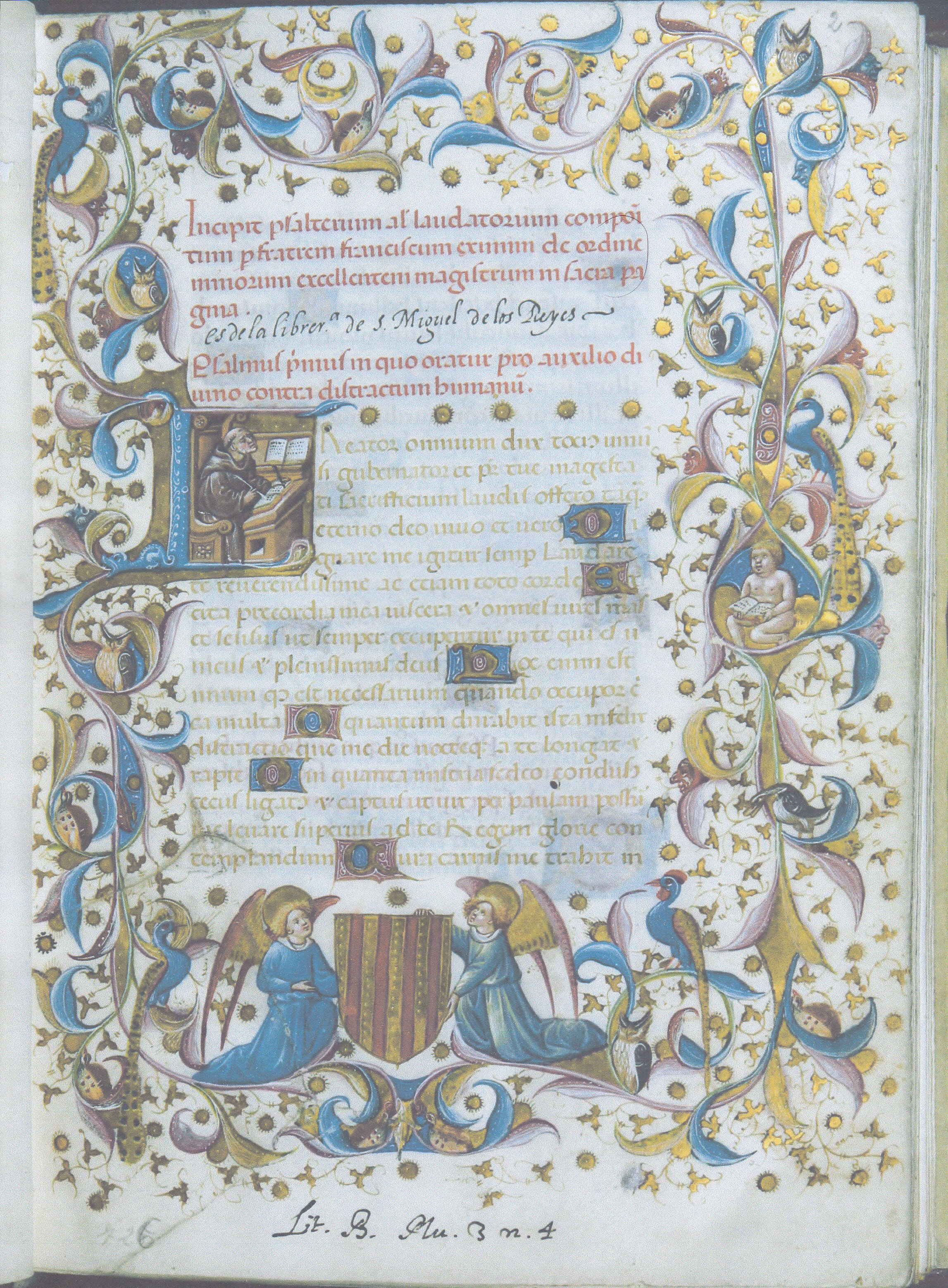
Início del Psalterium alias Laudatorium de Francesc Eiximenis segundo o manuscrito 726 da Biblioteca Histórica da Universidade de Valência

O Psalterium alias laudatorium (Saltério ou Laudatório) é una obra literária escrita por Francesc Eiximenis em latim entre 1404 e 1408 em Valência e dedicada finalmente ao papa de Avinhão Bento XIII. 

## Estrutura e conteúdo
O livro consta de trezentas quarenta e quatro orações divididas em três ciclos oracionais: De laude creatoris (Sobre o louvor do creador), De vita et excellentia redemptoris (Sobre a vida e excelência do Redentor) e De vita et ordinatione hominis viatoris (Sobre a vida e ordenação do homem no mundo).
Como tem assinalado Albert Hauf, esta obra e a Vida de Jesucrist formam uma unidade de criação literária, variando só o estilo. Assim, como dize o próprio Hauf, o Psalterium toma um estilo diferente à Vida de Jesucrist para um mesmo conteúdo básico.

## Origem
Entre 1404 e 1408, Francesc Eiximenis foi fazendo uma bela coleção de orações em latim conhecida como Psalterium alias Laudatorium (Psalterio também chamado Laudatório). As primeiras destas orações as dedicou a Berenguer de Ribalta, com ocasião da sua nomeação como bispo de Tarazona em 1404. A coleção final definitiva a dedicou a Pero de Luna, o papa aragonês de Avinhão Bento XIII.
Ainda que Bento XIII talvez ja tinha interês pela obra em 1405, como testemunha um documento datado em Barcelona o 11 agosto de 1405, é muito provável que a coleção final a oferecera Eiximenis ao papa Bento XIII com ocasião do seu ir ao concílio de Perpinhão em novembro de 1408. Algums tem exposto que a bona impressão que o livro fez ao papa foi também um fator que influiu no conceder a Eiximenis as suas dois últimas dignidades finais: patriarca de Jerusalém e administrador apostólico (bispo provisional) da diocese de Elna (antiga denominação da diocese de Perpinhão).

## Traduções
Conserva-se uma tradução parcial ao catalão feita em 1416 por Guillem Fontana de cem orações, impressa em Girona o 20 março de 1495 por Diego de Gumiel. 

## Edições digitais

### Manuscritos
- Edição em Somni (Coleção digitalizada do fondo antigo da Universidade de Valência) do manuscrito 726 da Biblioteca Histórica da Universidade de Valência. Feito em 1442-3 por Pere Bonora e Lleonard Crespí (miniaturistas) e Domènec Sala (encadernador). Procedente da biblioteca de Alfonso o Magnánimo e do duque da Calábria.

### Incunábulos
- Edição na Memòria Digital de Catalunya da edição incunábula do Psaltiri devotíssim (tradução parcial ao catalão) de Guillem Fontana, impressa por Diego de Gumiel (Girona, 20 março de 1495).

### Edições modernas
- Edição do Psalterium alias Laudatorium dentro das obras completas on line de Francesc Eiximenis (Psalterium alias Laudatorium Papae Benedicto XIII dedicatum. Toronto. Pontifical Institute of Mediaeval Studies. 1988. 307. Edição e introdução por Curt Wittlin).

### OPsalterium alias Laudatoriumdentro das obras completason line
- Obras completas de Francesc Eiximenis (em catalão e em latim).